# Сантиметрові хвилі
Сантиметрові хвилі (англ. Super high frequency, SHF,  ВЧ-діапазон (високих частот)) — частотний діапазон електромагнітного випромінювання, що має діапазон від 3 до 30 гігагерц (ГГц). Цей діапазон називають сантиметровим, тому що його довжина хвилі становить від одного до десяти сантиметрів. Ці частоти попадають у діапазон мікрохвильового випромінення, тому радіохвилі цих частот називають мікрохвильовими. Мала довжина хвилі цих мікрохвиль дозволяє направити їх вузькими пучками за допомогою направлених антен таких як параболічні тарілки і рупорні антени, і використовувати їх для зв'язку типу точка-точка і передавання даних і для радарів. Цей діапазон частот використовують більшість випромінювачів радарів, безпровідних локальних мереж, супутникового зв'язку, мікрохвильового радіорелейного зв'язку, і багатьох ліній передачі даних на невеликі відстані. 
Частоти діапазону SHF часто позначають відповідно до стандартних діапазонів радарів: S, C, X, Ku, K, або Ka-діапазон, або подібними позначеннями прийнятими НАТО або ЄС.